# 크림드 콘

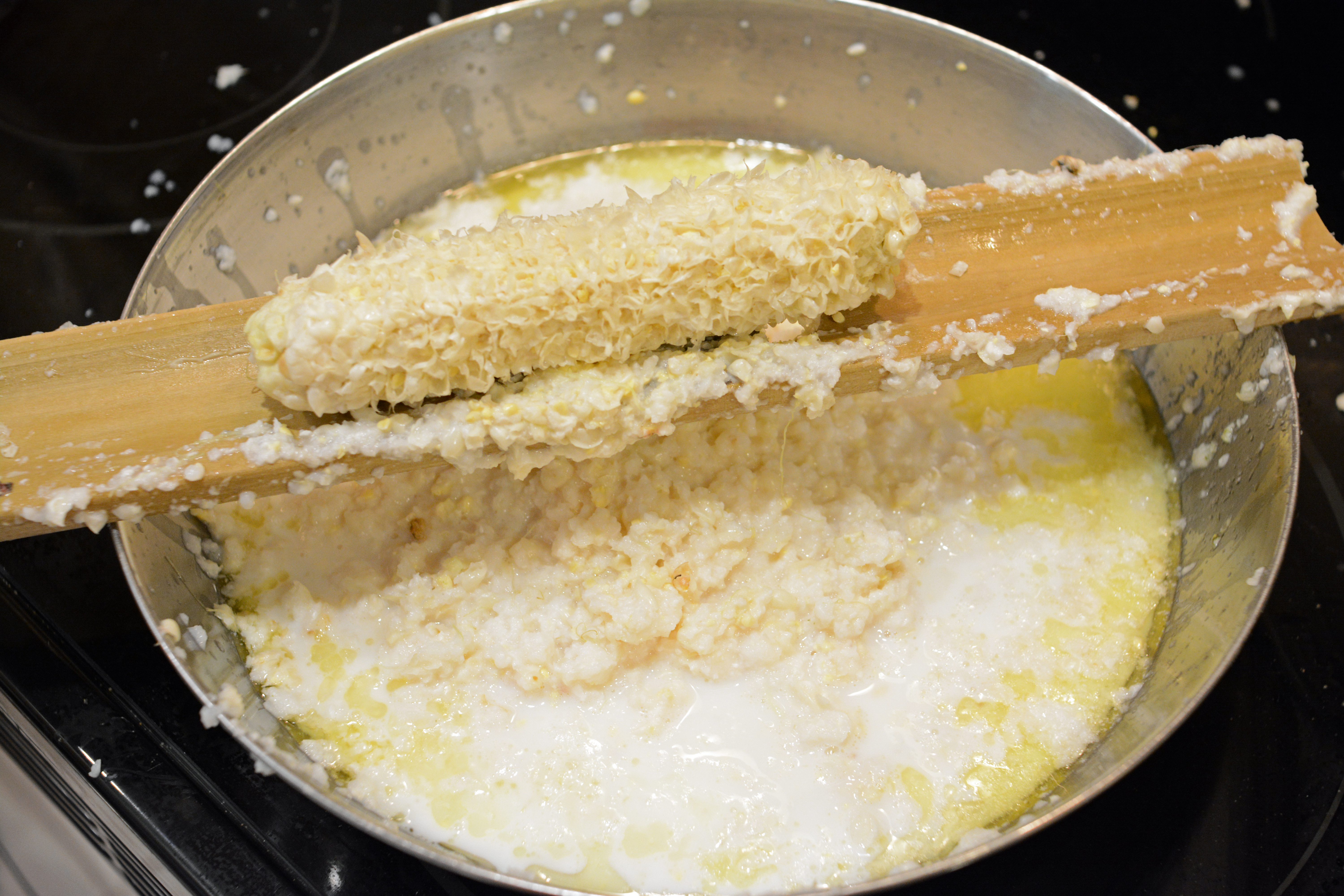

크림드 콘은 전체 사탕옥수수 조각을 개암나무 열매에서 긁힌 펄프 옥수수 커널의 유백색 수프와 결합하여 만든 크림 식품의 한 유형이다. 그것은 사탕옥수수의 거의 수프 버전이지만 다른 사탕옥수수 준비와 달리, 크림드 콘은 부분적으로 퓌레 처리되며 커널의 액제 함량을 방출한다.

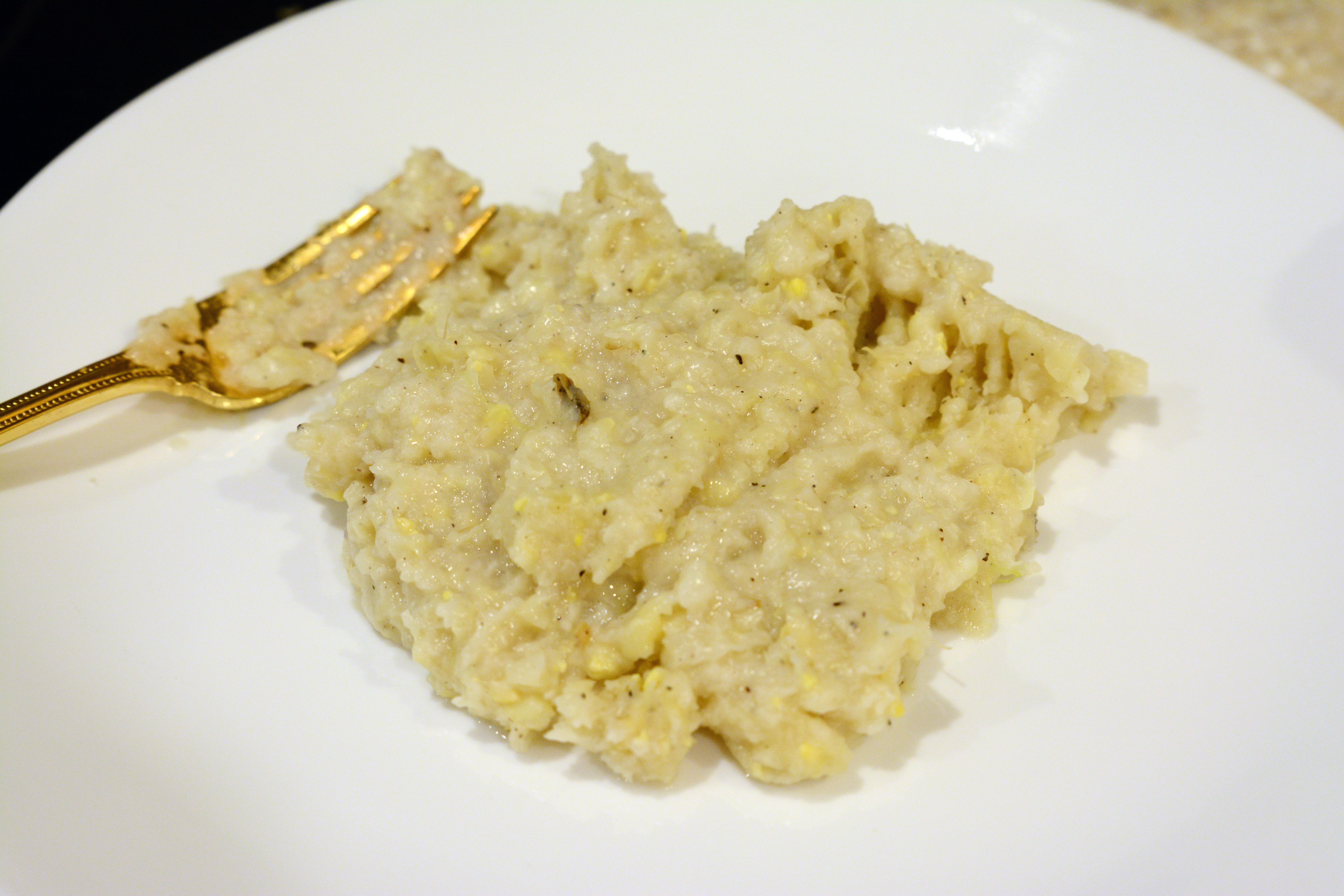

## 같이 보기
- 옥수수 수프
- 옥수수 스튜
- 그리츠